# Geremia Di Constanzo
Geremia Di Constanzo es un deportista italiano que compitió en taekwondo. Ganó tres medallas en el Campeonato Mundial de Taekwondo entre los años 1983 y 1987, y seis medallas en el Campeonato Europeo de Taekwondo entre los años 1978 y 1988.

## Palmarés internacional
| Campeonato Mundial | Campeonato Mundial     | Campeonato Mundial | Campeonato Mundial |
| Año                | Lugar                  | Medalla            | Categoría          |
| ------------------ | ---------------------- | ------------------ | ------------------ |
| 1983               | Copenhague (Dinamarca) | Medalla de bronce  | –56 kg             |
| 1985               | Seúl (Corea del Sur)   | Medalla de bronce  | –54 kg             |
| 1987               | Barcelona (España)     | Medalla de bronce  | –54 kg             |
| Campeonato Europeo |                        |                    |                    |
| Año                | Lugar                  | Medalla            | Categoría          |
| 1978               | Múnich (RFA)           | Medalla de oro     | –53 kg             |
| 1980               | Copenhague (Dinamarca) | Medalla de oro     | –56 kg             |
| 1982               | Roma (Italia)          | Medalla de oro     | –56 kg             |
| 1984               | Stuttgart (RFA)        | Medalla de oro     | –56 kg             |
| 1986               | Seefeld (Austria)      | Medalla de bronce  | –54 kg             |
| 1988               | Ankara (Turquía)       | Medalla de oro     | –54 kg             |